# Орлов Олександр Олександрович (військовий)
Олекса́ндр Олекса́ндрович Орло́в (1986—2022) — український військовослужбовець, підполковник Національної гвардії України, командир групи снайперів Окремого загону спеціального призначення «Омега» Східного оперативно-територіального об'єднання, який відзначився і загинув у ході російського вторгнення в Україну. Герой України (посмертно, 2023).

## Життєпис
Народився у Донецьку. Після навчання у гірничому технікумі працював шахтарем.
Весною 2007 року призваний на строкову військову службу, яку проходив у частині 3037 внутрішніх військ МВС України. З листопада 2007-го по червень 2008 року проходив військову службу за контрактом на посадах рядового та сержантського складу.
У липні 2008 року вступив на навчання до іженерно-технічного факультету Академії ВВ МВС України. 2013 року закінчив навчання та отримав диплом спеціаліста за спеціальністю «Автомобілі та автомобільне господарство» та офіцерське звання «лейтенант». Продовжив службу в Донецьку вже у якості офіцера внутрішніх військ.
Навесні 2014 року не підтримав сепаратистів. Восени — командир бойової групи окремого загону спеціального призначення Східного ТУ НГУ. Сформував групу снайперів харківської «Омеги» та до своєї загибелі був її незмінним керівником, виконував складні завдання на передовій, спеціалізувався на боротьбі проти російських снайперів.
Повномасштабне вторгнення російської федерації підполковник Олександр Орлов зустрів у складі окремого загону спеціального призначення «Омега» Східного територіального управління Національної гвардії України. Його бойова група виконувала розвідувальні функції, зокрема на околицях Харкова.
26 лютого 2022 року під його керівництвом було захоплено російські вантажівки з боєприпасами до ТОС «Солнцепьок», екіпіровкою росгвардії та документами особового складу. 27 лютого його група брала участь у штурмових діях та знищенні російських спецпризначенців, які засіли у Харківський ЗШ № 134. 28 лютого підполковник Орлов з підлеглими взяли в полон двох російських військовослужбовців поблизу с. Кутузівка. 1 березня бойова група Олександра Орлова евакуювала з території, контрольованої противником, тіло загиблого офіцера Збройних Сил України. 2 березня Орлов та його побратими відбили захоплену росіянами РСЗВ «Смерч» та здійснили пуск ракет по позиціях противника. 5 березня нацгвардійці під час розвідувальних дій виявили рух колони противника поблизу селища Елітного та передали координати для її знищення.
Загинув 7 березня 2022 року від кульового поранення, відбиваючи напад російської диверсійно-розвідувальної групи ГРУ ГШ ЗС РФ на блок-пост «Роза Вітрів» у районі східної околиці Харкова.

## Нагороди
- Звання Герой України з удостоєнням ордена «Золота Зірка» (6 грудня 2023, посмертно) — за особисту мужність і героїзм, виявлені у захисті державного суверенітету та територіальної цілісності України, самовіддане служіння Українському народові[1].
- Орден «За мужність» II ступеня (17 березня 2022, посмертно) — за особисту мужність і самовіддані дії, виявлені у захисті державного суверенітету та територіальної цілісності України, вірність військовій присязі.
- Орден «За мужність» III ступеня (23 серпня 2018 року) — за особистий внесок у зміцнення обороноздатності Української держави, мужність і самовідданість, виявлені під час бойових дій, високий професіоналізм та зразкове виконання службових обов'язків
- Медаль «За військову службу Україні» (12 жовтня 2017 року) — за вагомий особистий внесок у зміцнення обороноздатності Української держави, мужність, самовідданість і високий професіоналізм, виявлені під час бойових дій, зразкове виконання службових обов'язків